# Авила, Мариана
Мариана Авила (исп. Mariana Avila de la Torre) (15 апреля 1979, Мехико, Мексика) — мексиканская актриса. Рост — 159 сантиметров.

## Биография
Родилась 15 апреля 1979 года в Мехико. С самого раннего детства была погружена в мир спектакля. В возрасте 6 лет вступила в актёрский состав постановки В синей Пахаре. В мексиканском кинематографе дебютировала в 1995 году и с тех пор снялась в 24 работах в кино и телесериалах. В 2009 году приняла участие в откровенной фотосессии журнала H Extremo.

## Фильмография

### Избранные телесериалы
- 1985-2007 — Женщина, случаи из реальной жизни
- 2000-01 — Личико ангела — Кассандра Кампос.
- 2005 — Наперекор судьбе — Сарела Балмаседа Сандоваль.
- 2008-н. в. — Роза Гваделупе — Лаура.
- 2011-н. в. — Как говорится — Ракель.